# Nils Grandelius
Nils Axel Grandelius (* 3. Juni 1993 in Lund) ist ein schwedischer Schachspieler.

## Leben

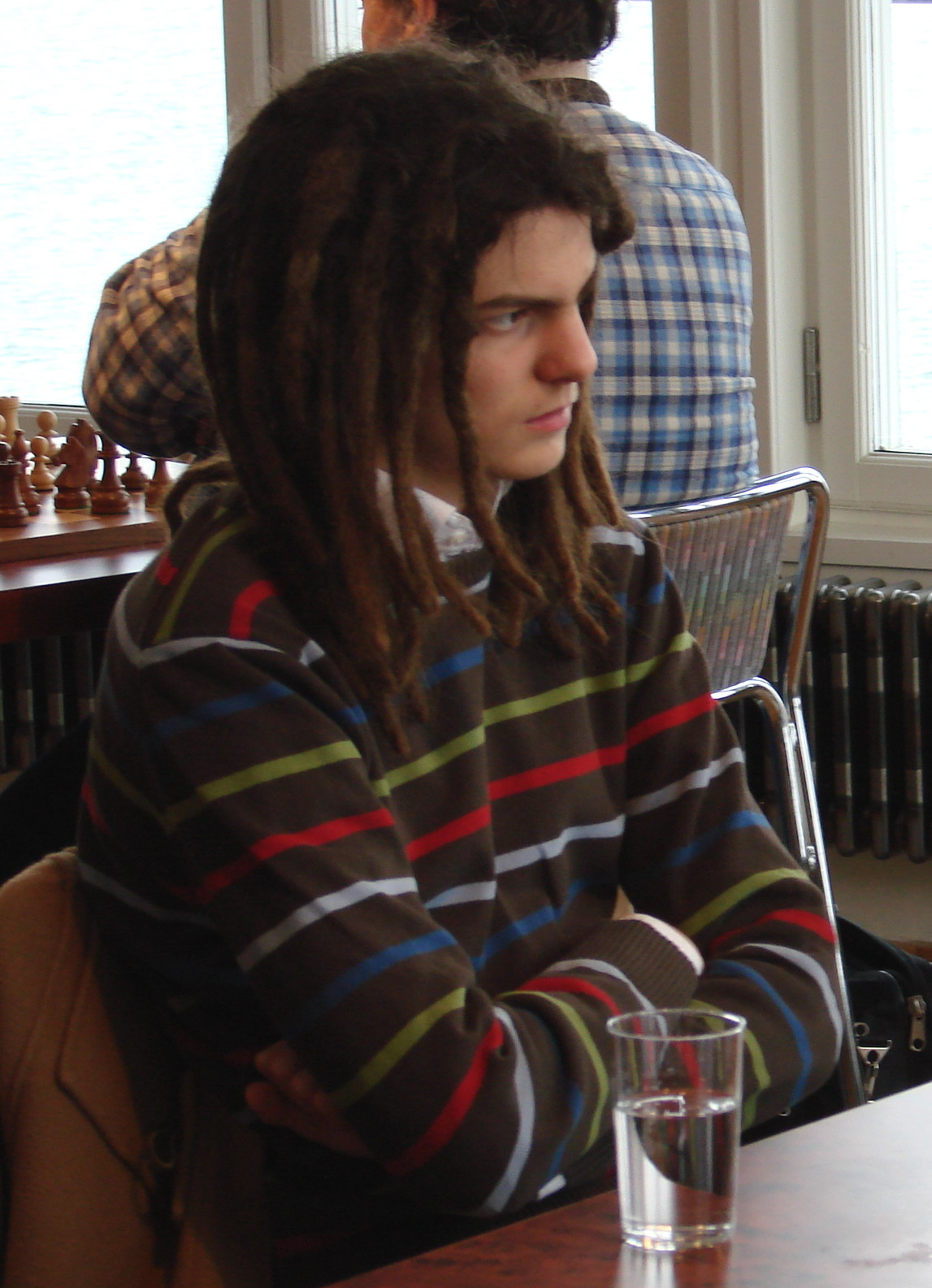
Nils Grandelius beim Rilton Cup 2009/10

Außer Schach spielte Nils Grandelius erfolgreich Jugendfußball beim Lunder Vorortverein Dalby GIF.
Er war mehrmaliger schwedischer Schulmeister im Schach und wird seit 2005 vom Internationalen Meister Emil Hermansson (* 1971) trainiert, aktuell (Stand: 2009) vom Großmeister Tiger Hillarp Persson (* 1970). Im September 2005 gewann er das SK Mumiens Herbstturnier in Lund. Für die schwedische Nationalmannschaft nahm er im August 2006 an der U16-Jugendolympiade in Doğubeyazıt teil. Im Juli 2007 gewann er in Stockholm die schwedische U20-Juniorenmeisterschaft, im August 2008 den Valoz Cup im Rahmen des Schachsommers in Olmütz, bei dem er eine Großmeister-Norm erzielte, und im Februar 2009 ein IM-Normenturnier in Lund. Bei der Jugendweltmeisterschaft 2010 belegte er den dritten Platz in der Altersklasse U18, 2011 wurde er U18-Europameister.
Im Juli 2015 gewann Grandelius in Sunne die schwedische Einzelmeisterschaft. Das Sigeman & Co Chess Tournament in Malmö konnte er drei Mal gewinnen: 2013 (geteilt mit Nigel Short und Richárd Rapport), 2017 (geteilt mit Baadur Dschobawa) und 2018 (geteilt mit Santosh Gujrathi Vidit). Das Reykjavík Open gewann er 2023.
Seit November 2008 trägt Grandelius den Titel Internationaler Meister. Die Normen hierfür erzielte er beim internationalen Junioren-Open im Mai 2007 im dänischen Ballerup, der A-Gruppe des Schachsommers im August 2007 im tschechischen Olmütz sowie dem 24. Open im Februar 2008 im französischen Cappelle-la-Grande (Übererfüllung mit sechs Punkten aus neun Partien).
Großmeister ist er seit Juli 2010. Die Normen für seinen GM-Titel erzielte er in Olmütz 2008 und 2009 sowie beim 40. Internationalen Bosna-Turnier in Sarajevo im Mai 2010.
Er führt die schwedische Elo-Rangliste an.

## Nationalmannschaft
Mit der schwedischen Nationalmannschaft nahm Grandelius an den Schacholympiaden 2010, 2012, 2014, 2016 und 2018, der Mannschaftsweltmeisterschaft 2019 sowie den Mannschaftseuropameisterschaften 2011, 2013 und 2015 teil.

## Vereine

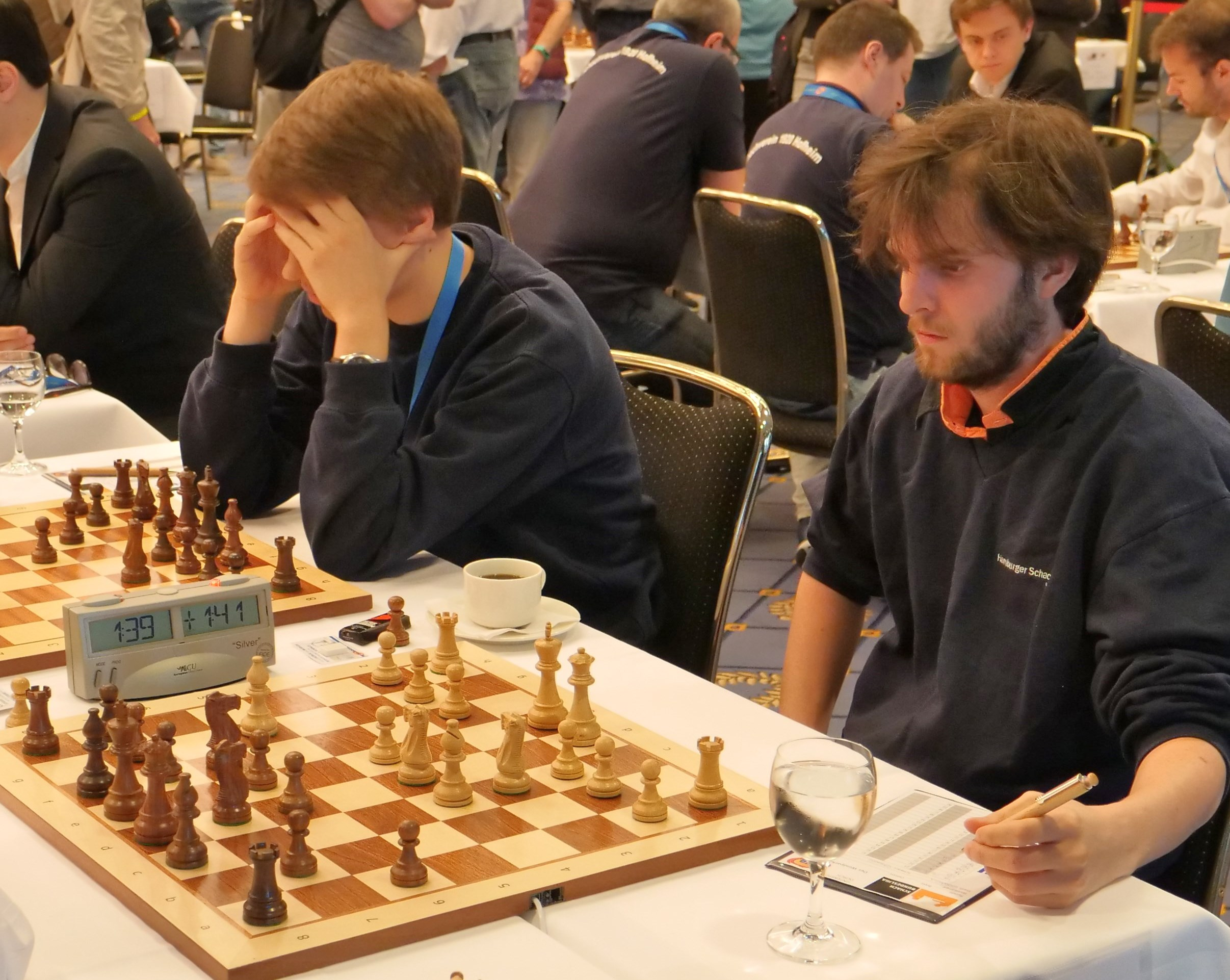
Mit Rasmus Svane für den Hamburger SK in der Bundesliga-Endrunde 2018 in Berlin

Vereinsschach spielte er bis 2008 für den SK Bara Bönder, danach wechselte er erst zum Lunds ASK, dann zum Sollentuna SK und wieder zurück zum Lunds ASK. Von 2015 bis 2017 spielte er für den Eksjö SK, in der Saison 2017/18 für Malmö AS. Die schwedische Mannschaftsmeisterschaft konnte er mit dem Lunds ASK in der Saison 2010/11 und mit Malmö AS in der Saison 2017/18 gewinnen, 2011 nahm er mit dem Lunds ASK am European Club Cup teil. In Norwegen spielte er für den Tromsø Sjakklubb, dann für den Kristiansund SK und seit der Saison 2013/14 für den Vålerenga Sjakklubb, mit dem er 2019 norwegischer Mannschaftsmeister wurde und auch am European Club Cup 2018 teilnahm. In der deutschen Schachbundesliga spielte er von der Saison 2010/11 bis zur Saison 2015/16 für den SK Turm Emsdetten, seit der Saison 2016/17 tritt er für den Hamburger SK an. In der dänischen Skakligaen spielte Grandelius von 2015 bis 2017 für den Charlottenlunder Verein Philidor, mit dem er in den Saisons 2015/16 und 2016/17 Meister wurde, in der britischen Four Nations Chess League spielte er in den Saisons 2016/17 und 2018/19 für Cheddleton und in der spanischen División de Honor 2017 und 2020 für CAC Beniajan Duochess. In der polnischen Ekstraliga spielt er für Votum sa Polonia Breslau.